# Принц Севера
Принц Севера (яп. 太陽の王子 ホルスの大冒険 Тайо но О:дзи Хорусу но Дайбо:кэн, Буквально переводится, как «Принц Солнца: Приключения Хольса») — мультипликационный фильм созданный в 1968 году. Режиссёр и постановщик Исао Такахата. В разработках участвовал известный художник Хаяо Миядзаки; это был его первый мультфильм. Фильм стал первой совместной работой Миядзаки и Такахаты. Аниме создавалось в течение трёх лет; премьера в Японии состоялась 21 июля 1968 года.

## Сюжет
Действие происходит в Скандинавии в эпоху железного века. Мальчик по имени Хольс живёт на пустынном берегу моря, в старом разбитом корабле, со своим престарелым отцом и единственным другом — маленьким медвежонком. Однажды он сражается с ужасными снежными волками и одерживает победу, однако случайно пробуждает каменного гиганта — Мога, Хозяина Земли. По просьбе Мога Хольс вытаскивает занозу из его плеча, и это оказывается старый ржавый меч. Из уст великана мальчик слышит о пророчестве, согласно которому тот, кто сумеет вытащить меч, победит злого колдуна Грюнвальда и станет Принцем Севера.
Отец Хольса тяжело болен и не может вставать с постели. Перед смертью он рассказывает сыну, что когда-то они жили в далёком северном селе, но чародей Грюнвальд вселил в сердца людей злобу и ненависть; начались кровавые междоусобицы, и тогда отец вместе с Хольсом, который был ещё совсем крошечным, бежал из села, чтобы спасти хотя бы сына. Теперь он просит Хольса вернуться к людям и вместе с ними сражаться против колдуна.
 Похоронив отца, Хольс, взяв с собой медвежонка, отправляется на поиски людей. По пути на родину мальчика встречает сам Грюнвальд; он предлагает Хольсу стать его братом, но тот отказывается, и тогда Грюнвальд сбрасывает его с обрыва в реку. Однако Хольс не погибает: течением его приносит к деревне, где его спасают люди. Через некоторое время он становится там героем после того, как убил гигантскую рыбу, подосланную Грюнвальдом. Тот, узнав о поражении, посылает стаю снежных волков напасть на деревню. Хольс сражается вместе с жителями деревни и, преследуя волков, забредает в заброшенную деревню на озере, где знакомится с красавицей Хильдой. Воодушевлённый её пением, он приглашает её пойти с ним.
Жители деревни приветливо встречают Хильду. Всем нравятся её песни, хотя они и отвлекают людей от работы. Однако вскоре начинаются беды: на деревню нападают полчища крыс, потом совершается покушение на старосту. Подозрение падает на Хольса, топор которого нашли на месте покушения; тот пытается объяснить, что всё происшедшее — это происки Грюнвальда, но ему не верят, тем более что Хильда свидетельствует против него, и он вынужден уйти из деревни. 
В лесу Хольс встречает Хильду и просит её объяснить, почему она так поступила, и тогда Сова, спутница Хильды, открывает ему правду: она — младшая сестра Грюнвальда и выполняет его приказы. Хольс не верит этому и убеждает Хильду, что она — человек, но та нападает на Хольса и сталкивает его в пропасть. Мальчик оказывается в заколдованном лесу, преследуемый призраками и видениями из своего прошлого; с большим трудом он выбирается на поверхность.
Наверху Хольс снова встречает Хильду, которую Грюнвальд послал убить его; однако на этот раз ему всё же удаётся пробудить в ней человечность. Хильда раскаивается в том, что так долго была орудием злых сил, и просит Хольса предупредить жителей деревни о предстоящем нападении Грюнвальда.
Тем временем Грюнвальд направляет стаю снежных волков и гигантского снежного мамонта, чтобы уничтожить деревню. Хольс узнаёт, что с помощью меча (который он добыл у великана) можно уничтожить колдуна. Но меч нужно перековать, а сделать это люди могут только совместно, объединив свои усилия. С помощью жителей деревни Хольс быстро перековывает меч, в помощь для борьбы с волками и мамонтом приходит каменный гигант. Хильда даёт мальчику волшебный «медальон жизни», и тот уничтожает Грюнвальда. Народы и деревни ликуют. Хольс становится легендарным героем, и его называют Принцем Севера. Хильда замечает, что всё ещё жива без медальона, и возвращается в деревню к Хольсу.

## Персонажи
Хольс — главный герой фильма.
Сэйю: Хисако Оката
Мог — каменный великан; приходит на подмогу Хольсу, когда тот перековал Солнечный Меч.
Сэйю: Тадаси Ёкоути
Коро́ — медвежонок
Сэйю: Юкари Асаи
Отец Хольса
Сэйю: Хисаси Ёкомори
Грю́нвальд — злобный и могущественный чародей, повелевающий снегом и холодом. Его слуги — серебристые волки, гигантская рыба, вороны, полярные совы. Стремится уничтожить всех людей на Земле, однако некоторых (по прихоти или от скуки) щадит.
Сэйю: Микидзиро Хира
Флэп — маленький мальчик из Восточной деревни; именно он нашёл Хольса, когда того течением принесло к берегу.
Сэйю: Дзюнко Хори
Га́нко — старый кузнец, в доме которого поселился Хольс.
Сэйю: Эйдзиро Тоно
Мать Флэпа
Сэйю: Ёси Хиноки
Староста — тщеславный и довольно скупой; с самого начала настроен против Хольса, так как ему кажется, что тот каким-то образом посягает на его авторитет.
Сэйю: Масао Мисима
Дра́го — первый помощник старосты, злобный, коварный и завистливый тип. Постоянно льстит старосте, поддерживает в нём неприязнь к Хольсу, который якобы оттесняет старосту на второй план; в действительности же сам мечтает поскорее стать из помощника — начальником.
Сэйю: Ясуси Нагата
Пото́му — сын старосты, ровесник Хольса. В отличие от своего отца, очень дружелюбно относится к Хольсу, помогает ему перековывать меч.
Сэйю: Дзюнко Хори
Ма́уни — совсем маленькая девочка. Она и Хильда очень привязались друг к другу.
Сэйю: Ёко Мидзугаки
Хильда — осталась сиротой после того, как Грюнвальд уничтожил её родную деревню. Саму Хильду он пощадил и предложил ей стать его сестрой; испуганная девочка согласилась и получила от Грюнвальда волшебный медальон — талисман вечной жизни. Однако с тех пор Хильда не может подолгу жить среди людей, хотя на самом деле ей этого очень хочется, потому что на ней лежит проклятие — с её приходом вскоре начинаются ссоры и распри.
Сэйю: Эцуко Исихара
Тиро́ — бельчонок, друг и спутник Хильды.
Сэйю: Норико Охара
То́то — полярная сова; постоянно сопровождает Хильду, выполняя роль соглядатая Грюнвальда.
Сэйю: Хисаси Ёкомори
Русан — молодой крестьянин
Сэйю: Тайсаку Акино
Пи́рия — деревенская девушка, старшая сестра Мауни и невеста Руса.
Сэйю: Асако Акадзава